# 在日航空会社代表者協議会
在日航空会社代表者協議会（ざいにちこうくうがいしゃだいひょうしゃきょうぎかい、BOARD OF AIRLINE REPRESENTATIVES IN JAPAN）は、日本に乗り入れ、駐日事務所を持つ外国航空会社の代表者で構成される協議会。共通利害関係をもたらす事項についての協議を行なう。略称を「BOAR」と呼ぶ。1952年発足。メンバー約70社。
下部組織として、メンバー16社で貨物分科会(CSC、CARGO SUB COMMITTEE)を発足した。日本における航空貨物輸送に係わる諸問題を討議し、関係機関との交流や、航空貨物業界の発展に資する活動を行なっている。